# جوئل کارلی
جوئل کارلی (انگلیسی: Joel Carli؛ زادهٔ ۱۹ اکتبر ۱۹۸۶) بازیکن فوتبال اهل آرژانتین است.
از باشگاه‌هایی که در آن بازی کرده‌است می‌توان به باشگاه فوتبال دپورتیوو مورون، باشگاه فوتبال بوتافوگو، و باشگاه فوتبال جیمناسیا لاپلاتا اشاره کرد.